# Orange (Sfera Ebbasta e Luciano)
Orange è un singolo del rapper italiano Sfera Ebbasta e del rapper tedesco Luciano, pubblicato il 7 aprile 2023.

## Video musicale
Il video, diretto da PeterMarvu, è stato reso disponibile in simultanea con l'uscita del singolo.

## Tracce
Testi di Gionata Boschetti, Patrick Großmann, Carmine Coppola e Diego Vettraino, musiche di Gennaro Alessandro Frenken, Dennis Atuahene Opoku, Diego Vettraino.
1. Orange – 3:21

## Classifiche
| Classifica (2023) | Posizione massima |
| ----------------- | ----------------- |
| Austria           | 8                 |
| Germania          | 11                |
| Italia            | 8                 |
| Lussemburgo       | 9                 |
| Svizzera          | 7                 |